# Hochschaubahn
Hochschaubahn ist der Name zweier Holzachterbahnen, welche sich im Wurstelprater in Wien befanden bzw. noch befinden. Die erste Achterbahn wurde 1909 eröffnet. Die 1609,3 m lange Strecke wurde von LaMarcus Adna Thompson konstruiert und besaß drei Aufzugshügel („Lifthills“). Ursprünglich wurde sie als American Scenic Railway bezeichnet und war Bestandteil des Vergnügungsparks Venedig in Wien. Die Fahrzeit betrug rund acht Minuten. Die Anlage brannte am 16. September 1944 wahrscheinlich wegen eines Kurzschlusses ab.
Die erste Hochschaubahn war im Amateurspielfilm Der grüne Kakadu (1932) zu sehen, ebenso im Dokumentarfilm Der Wiener Prater und seine Geschichte (1939–1944); die Filme befinden sich heute im Österreichischen Filmmuseum.
Als Ersatz für die erste Bahn wurde ab dem Jahr 1948 eine neue Hochschaubahn errichtet, 1950 eröffnet und zunächst als Alpenbahn bezeichnet. Es handelt sich um einen reinen Holzbau mit einer konventionellen Schienenanlage. Die 450 m lange Strecke der zweiten Achterbahn führt durch eine künstliche Szenerie, die den Großglockner nachstellen soll. Sie besitzt drei Abfahrten inklusive eines Double-Dip sowie sieben Tunnel. Da entlang der Strecke etliche schelmische Gartenzwerge platziert sind, wurde sie volkstümlich auch „Zwergerlbahn“ genannt. Der immer mitfahrende Bremser ist nicht nur ein traditioneller Begleiter für die Fahrgäste, sondern auch ein zusätzlicher Sicherheitsfaktor. Die Anlage wird als Familienunternehmen geführt und befindet sich immer noch im Originalzustand.
Die zweite Hochschaubahn hat in mehreren Filmen und Fernsehserien mitgespielt, u. a. in Qualtingers Wien (1997), Der Fall des Lemming (2008) und einer Folge der Fernsehreihe Trautmann.
Der Begriff „Hochschaubahn“ wird in Ostösterreich oft als Gattungsname für Achterbahnen gebraucht.

## Galerie

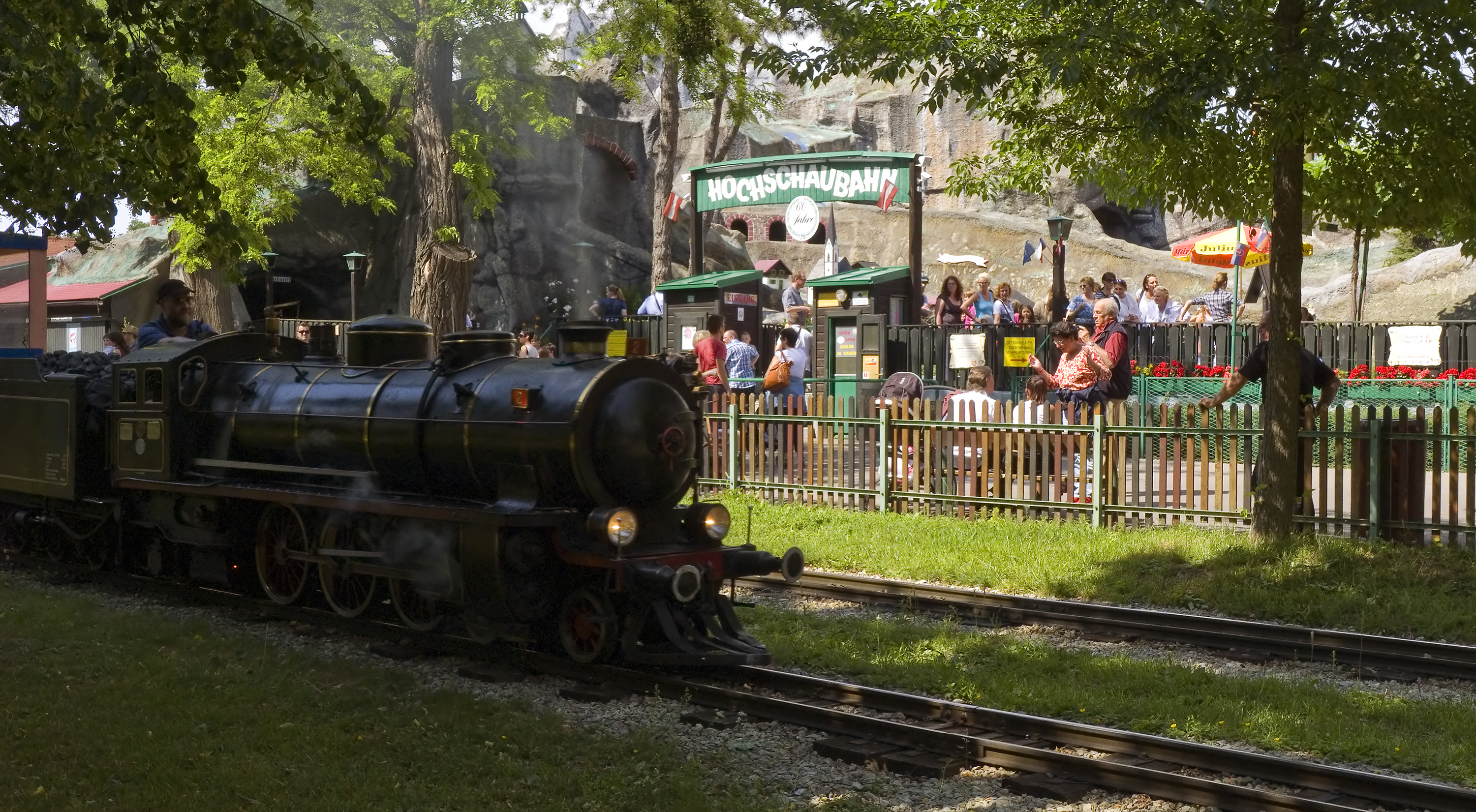
Eingang zur Hochschaubahn, vorne die Liliputbahn
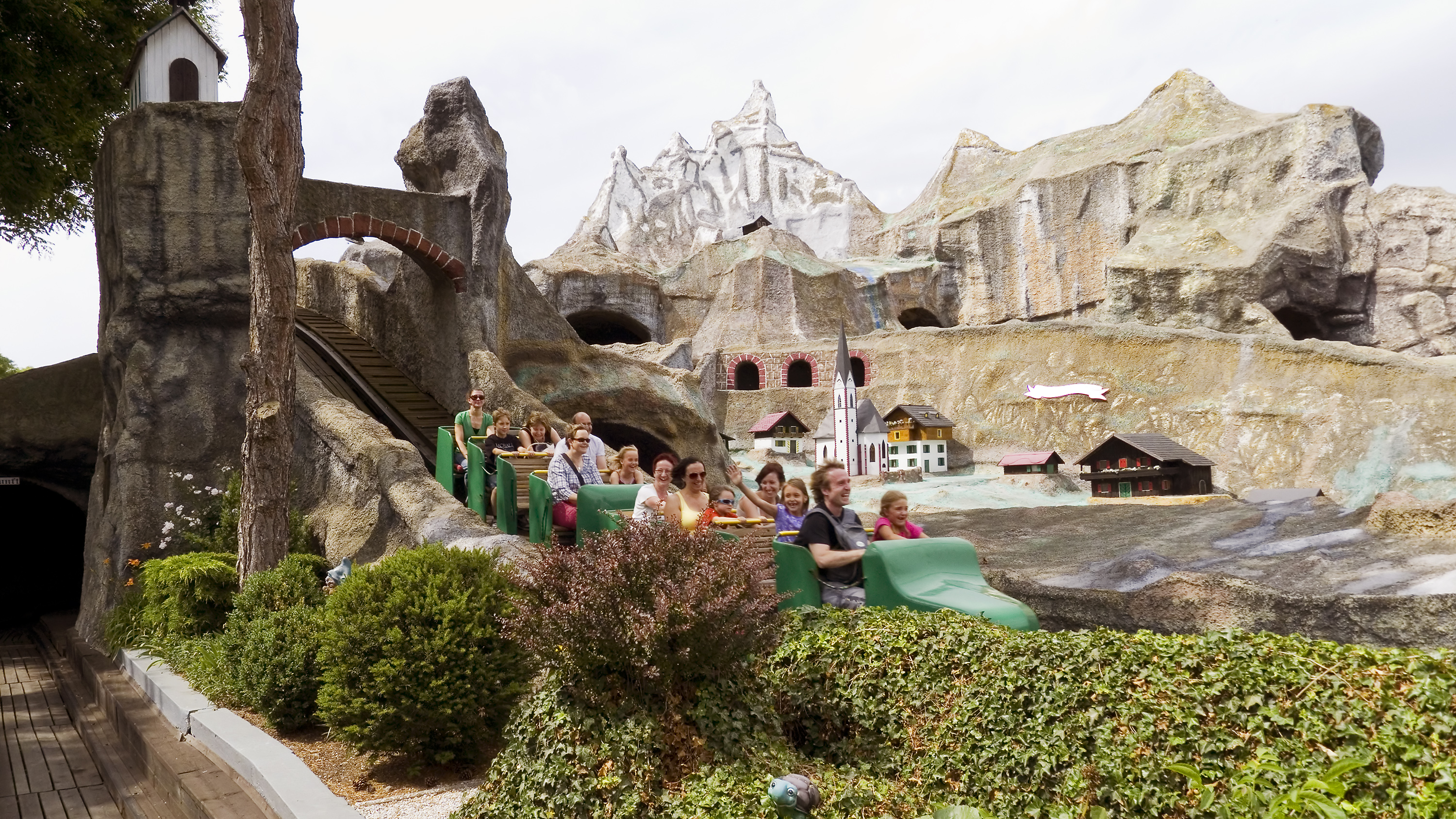
„Großglockner“ auf der Hochschaubahn
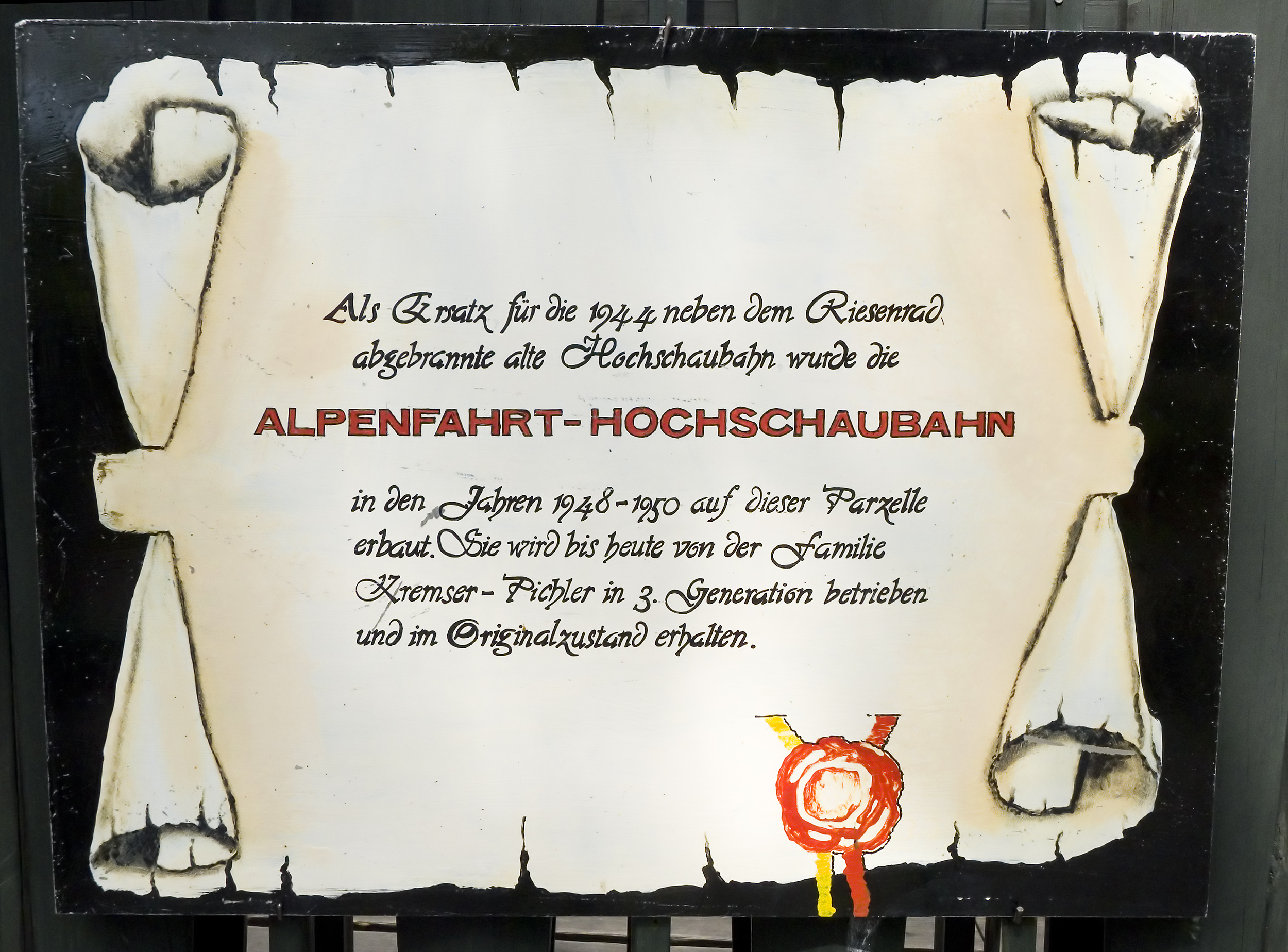
Tafel an der Hochschaubahn, Prater-Parzelle 113
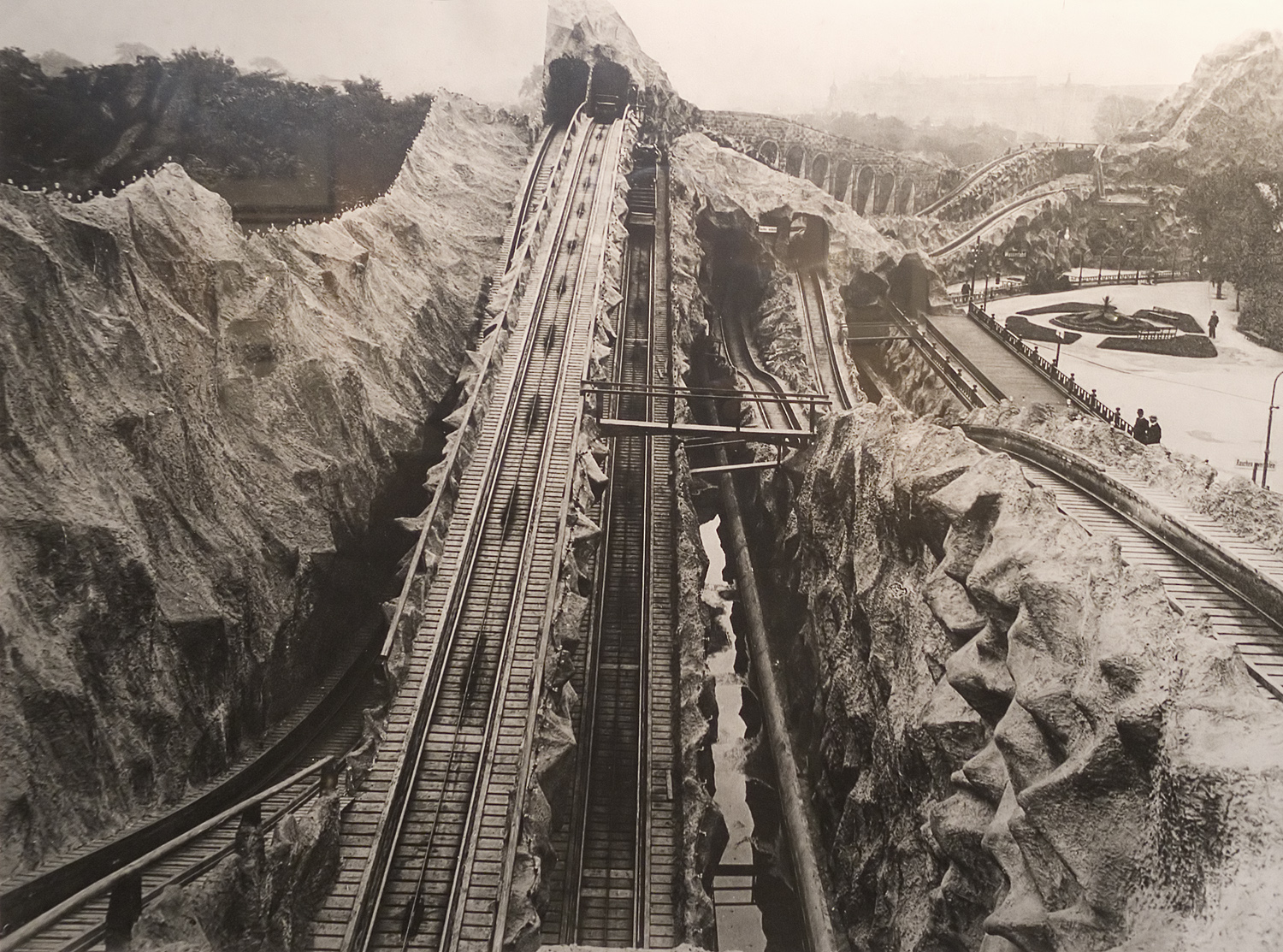
Erste Hochschaubahn, 1930